# آندری ده گراس
آندری ده گراس (انگلیسی: Andre De Grasse؛ زادهٔ ۱۰ نوامبر ۱۹۹۴) یک دونده اهل کانادا است. از افتخارات او می‌توان به کسب مدال برنز دو ۱۰۰ متر و ۴×۱۰۰ متر امدادی در ۲۰۱۵ پکن اشاره کرد.